# Лејкс (Минесота)
Лејкс (енгл. The Lakes) насељено је место без административног статуса у америчкој савезној држави Минесота.

## Демографија
По попису из 2010. године број становника је 667, што је 48 (7,8%) становника више него 2000. године.
| Група             | 2000.       | 2010.       |
| Белци             | 614 (99,2%) | 660 (99,0%) |
| Афроамериканци    | 0 (0,0%)    | 0 (0,0%)    |
| Азијати           | 0 (0,0%)    | 0 (0,0%)    |
| Хиспаноамериканци | 1 (0,2%)    | 5 (0,7%)    |
| Укупно            | 619         | 667         |